# Louis Guiraud
Pour les articles homonymes, voir Guiraud.
Louis Guiraud, né le 24 août 1907 à Lunel (Hérault) et mort le 7 mars 2001 à Nîmes (Gard), est un historien régionaliste. 

## Biographie
Historien régionaliste français autodidacte, il a œuvré à la connaissance de la langue provençale. Passionné par le Félibrige, il a écrit plusieurs ouvrages. Il fut récompensé en 1998 par la distinction cigale d'argent.